# Einmal so wie ich will
Einmal so wie ich will ist ein deutscher Fernsehfilm von Vivian Naefe aus dem Jahr 2005 mit Senta Berger und Götz George in den Hauptrollen.

## Handlung
Die Eheleute Emma und Ferdinand Bauer machen Urlaub in Südafrika. Doch auch dort kann Unternehmer Ferdinand nur ans Geschäftemachen denken. In einer Kleinstadt werden sie in einen Autounfall verwickelt, wobei Ferdinand von der Fahrbahn abkommt und in einen Laden hineinfährt. Während er, Emma und sogar das Auto unversehrt bleiben, ist das Schaufenster des Ladens zerstört. Ohne für den Schaden aufzukommen, will Ferdinand unverzüglich zum Hotel zurückfahren. Unterwegs geraten er und Emma in Streit. Empört über das arrogante Verhalten ihres Gatten steigt Emma aus dem Auto und läuft mit ihrem Koffer zur Kleinstadt zurück, wo sie sich bei der Inhaberin des Geschäfts entschuldigt und ihr den Schaden bezahlt. Die Inhaberin, eine Deutsche namens Marnie Schlesinger, war mit ihrem Vater John vor vielen Jahren nach Südafrika ausgewandert. John hatte sich damals in die Straußenfarmbesitzerin Betty verliebt. Seit Bettys Tod betreibt John die Farm allein. Die Straußenfarm ist jedoch alles andere als rentabel, weshalb sich John bereits verschuldet hat. Als Investoren einen Golfplatz auf seinem Grundstück anlegen wollen, scheint der Verkauf der Farm unausweichlich.
Während Ferdinand im Hotel eintrifft, findet Emma beim wortkargen und eigenbrötlerischen John vorübergehend eine bescheidene Unterkunft. Als sie sich besser kennenlernen, will sie ihm und Marnie dabei helfen, die Farm wieder profitabel zu machen. Sie schlägt vor, die Farm auch als Touristenattraktion zu nutzen, was John jedoch überhaupt nicht gefällt. Zudem ist er darüber verärgert, dass Marnie Bettys Bruder Henry, den Besitzer der Nachbarfarm, heiraten möchte.
Unterdessen versucht Ferdinand immer wieder, Emma telefonisch zu erreichen. John meldet sich schließlich bei Ferdinand, der seine Ehefrau wieder abholen soll. Als Ferdinand bei ihnen eintrifft, weigert sich Emma, mit ihm zu gehen. Sie möchte in Afrika ein neues Leben beginnen. John zeigt ihr daraufhin die Umgebung. Als jedoch erste Touristen die Straußenfarm besichtigen wollen, stellt sich John erneut quer, weshalb Emma enttäuscht ihre Sachen packt und zunächst zu Fuß, später per Bus abreist. John fährt ihr nach und hält den Bus an, worauf Emma wieder zu ihm zurückkehrt. Die darauffolgende Nacht verbringen sie gemeinsam. Dennoch entschließt sich Emma, nach Deutschland zurückzufahren. Zu Weihnachten trifft sie in ihrer winterlichen Heimat ein. Als sie mit ihrem Sohn Markus und Ferdinand zu Abend isst, ruft John an und sagt ihr, dass er sie vermisse. Sechs Monate später denkt Emma immer noch an ihn. John ist überzeugt, dass sie zu ihm zurückkehren wird. Als er sich um einen Strauß kümmert, schaut er zum Himmel und sieht ein Flugzeug, das sich im Landeanflug befindet.

## Hintergrund
Für Einmal so wie ich will arbeiteten Götz George und Senta Berger zum zweiten Mal zusammen, nachdem sie 1981 für eine Inszenierung von Georg Büchners Dantons Tod bei den Salzburger Festspielen gemeinsam auf der Bühne gestanden hatten. Senta Bergers Sohn Luca Verhoeven spielt auch im Film ihren Sohn.
Die Dreharbeiten fanden in München und Südafrika statt. Die Uraufführung erfolgte am 24. September 2004 auf dem Filmfest Hamburg. Am 1. April 2005 wurde der Film auf Arte erstmals im Fernsehen gezeigt.

## Kritiken
Dem Lexikon des internationalen Films zufolge biete der „gänzlich vorhersehbare, klischeereiche Plot […] kaum Spannung“. Der Film sei „trotz aller Unersprießlichkeiten“ dennoch ein „Vergnügen“ – dank der beiden Hauptdarsteller, „die über alle Holprigkeiten des Drehbuchs locker hinweg- und sich mit minimalen Gesten die Bälle zuspielen“. Für Prisma war Einmal so wie ich will eine „routiniert in Szene gesetzte Komödie“, die „vor allem durch das starke Darsteller-Ensemble“ überzeuge, indem es „die zarten Bande und die damit verbundenen Widrigkeiten glaubwürdig interpretiert“.
TV Spielfilm befand, dass Regisseurin Vivian Naefe und Drehbuchautorin Gabriela Sperl „bis zum originellen Finale geschickt allen Schmalzpfützen aus[gewichen]“ seien. „Perfekt“ passe dazu das Schauspieler-Ensemble, „das mit kleinen Gesten statt großen Auftritten glänzt“. Es handle sich kurzum um eine „Afrikaromanze für Herz und Hirn“. TV Movie attestierte dem Film „[s]pritzige Dialoge“ und „tolle Schauplätze“.